# Povijesni muzej Bosne i Hercegovine
Povijesni muzej Bosne i Hercegovine je povijesni muzej u Sarajevu, Bosna i Hercegovina, posvećen povijesti Bosne i Hercegovine od njenog prvog spominjanja u povijesnim izvorima (949., Konstantin VII. Porfirogenet) do suvremene države Bosne i Hercegovine.

## Povijest
Muzej je osnovan 28. studenoga 1945. godine kao "Muzej narodnog oslobođenja u Sarajevu", prema zakonu koji je donijelo tadašnje Predsjedništvo narodne skupštine Bosne i Hercegovine kao zemaljska ustanova pod neposrednim nadzorom Ministarstva prosvjete "Narodne vlade Bosne i Hercegovine". Na samom početku muzej je smješten u Narodnoj knjižnici (Gradska vijećnica u Sarajevu), nakon čega je 1963. godine smješten u posebno izgrađenu zgradu na Marin Dvoru, gdje se nalazi i danas. 
Današnji naziv Historijski muzej Bosne i Hercegovine stupa na snagu 1994. godine kada muzej proširuje djelokrug rada na povijest BiH od dolaska Slavena na Balkanski poluotok do suvremene i neovisne Bosne i Hercegovine.

## Kolekcija
Muzej je prikupio oko 400.000 muzejskih predmeta koje obrađuje, čuva i predstavlja javnosti priređujući stalne i povremene izložbe. Sva muzejska građa je dostupna javnosti, stručnim i znanstvenim radnicima iz zemlje i inozemstva.
Tijekom 65 godina postojanja i rada, do 2010., muzej je organizirao 165 muzejskih izložbi i tri stalne muzejske postavke. Trenutno su u muzeju postavljene dvije stalne postavke: Opkoljeno Sarajevo i Bosna i Hercegovina kroz stoljeća.

## Vanjske poveznice
- Službena stranica Historijskog muzeja Bosne i Hercegovine  Arhivirana inačica izvorne stranice od 7. siječnja 2015. (Wayback Machine)